# 8 ноября (станция метро)
8 ноября (азерб.  8 noyabr) — конечная станция третьей (Фиолетовой) линии Бакинского метрополитена. Станция названа по случаю Дня Победы во Второй Карабахской войне.

## История
Подготовка к строительству станций В-3 (8 ноября) и В-4 началась в 2012 году, когда было перекрыто движение на улицах Джейхуна Селимова и Джалила Мамедгулузаде для каждой станции соответственно. В последующие 4 года прокладывались туннели от станции Мемар Аджеми-2. После открытия первых двух станций фиолетовой линии Бакинский метрополитен заявил, что третья станция откроется в 2018 году.
Станцию планировалось открыть в 2018 году, но работы не были завершены, и открытие перенесли на 2019 год. Заместитель председателя ЗАО «Бакинский метрополитен» заявил, что из-за природных и геологических проблем случилась задержка. Было объявлено о новой дате открытия станции — 2020 год, но работы также не были завершены в срок.
8 декабря по указанию Президента Азербайджана Ильхама Алиева станция получила название «8 ноября» в честь победы во Второй Карабахской Войне.

В решении Кабинета министров говорится:
"По инициативе президента Азербайджанской Республики, Верховного Главнокомандующего Вооруженными силами Ильхама Алиева новая станция Бакинского метрополитена, расположенная по адресу Насиминский район, улица Джейхуна Салимова, 1065-й квартал, названа «8 ноября».

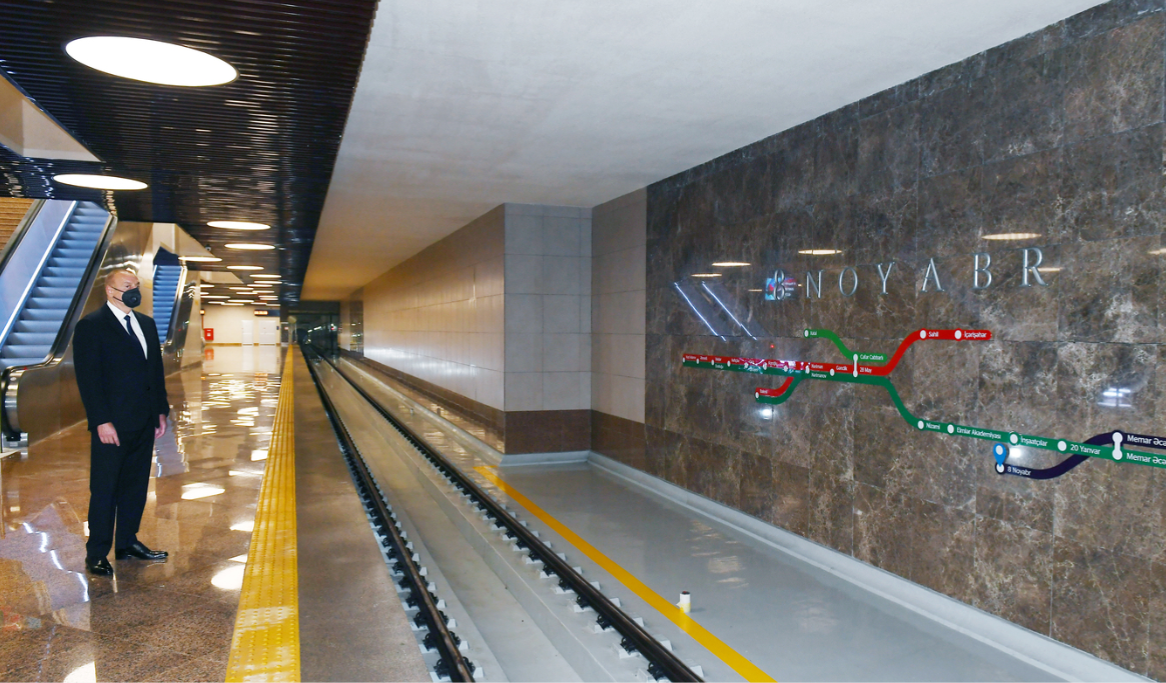
Ильхам Алиев на открытии станции

Официальное открытые состоялось 29 мая 2021 года, когда станцию посетил Президент Азербайджана Ильхам Алиев. Для пассажиров станция стала доступна с 31 мая.
Станция является 3 станцией фиолетовой линии, и 26 во всем метрополитене, общей протяженностью 363,34 метра. Станция играет особую роль в соединении территории с центром города и другими районами столицы посредством подземного транспорта.

## Путевое развитие
На станции сооружена камера съездов с оборотным тупиком, что позволит перевести движение поездов по Фиолетовой линии на полноценную двухпутную схему.